# Boštjan Zupančič
Boštjan Zupančič est né le 13 mai 1947, à Ljubljana en Slovénie. Ancien juge à la Cour européenne des droits de l' homme à Strasbourg de 1998 à 2016, et le président de la troisième chambre à la Cour de novembre 2004 à janvier 2008 ainsi que juge à la Cour constitutionnelle de Slovénie.

## Biographie

### Éducation
Le juge Zupančič a obtenu son doctorat Scientiae Juris (SJD) de la Harvard Law School en 1981. Auparavant, il a obtenu son diplôme de maîtrise en droit de la Harvard Law School en 1973. Il a été chercheur à l'École de criminologie de l' Université de Montréal à Montréal, au Canada, en 1972-1933. Il a également reçu diverses bourses telles que "Boris Kraigher", "Boris Kidrič" et "Dr. Prešeren Award" (la plus haute distinction disponible pour les étudiants) tout en étudiant pour son université. Il est diplômé de la faculté de droit de l’Université de Ljubljana en Slovénie entre 1966 et 1970.
Il sait lire, écrire et parler l'anglais, le français, le slovène ainsi que le croate. 

### Carrière
Avant d'être nommé juge à la Cour européenne des droits de l'homme, le juge Zupančič a été juge à la Cour constitutionnelle de Slovénie et président de sa chambre de droit pénal de 1993 à 1998. 
En outre, il a siégé au Comité contre la torture des Nations Unies à Genève de 1995 à 1998 et en a également été vice-président,. 
Il était professeur invité à l'Université de droit et de politique publique de Chine en 1993. Il a enseigné le droit à l' Université de Ljubljana en 1986 et a été élu premier vice-président des affaires académiques de l'Université en 1989, poste qu'il a occupé jusqu'en 1992. Il a également enseigné dans diverses facultés de droit américaines, notamment à l'université de Fordham , et l'université de l'Iowa. 
De 2004 à 2008, il a été président de la troisième chambre à la Cour européenne des droits de l' homme. 

## Controverses
En août 2017, Zupančič a perdu le soutien du gouvernement slovène pour sa candidature au Comité des droits de l'homme des Nations unies après avoir qualifié la femme politique française Simone Veil de « plus grande meurtrière de tous les temps ». Cette déclaration a été élue « déclaration sexiste slovène de l'année ».
En 2023, The Jewish Chronicle a publié une enquête révélant que Zupančič avait partagé sur les réseaux sociaux des contenus antisémites, notamment des théories du complot sur l'influence et le pouvoir juifs ainsi que des caricatures antisémites. À la suite de ces révélations, le think tank conservateur European Centre for Law and Justice a mis fin à sa collaboration avec Zupančič, et son compte sur X a été suspendu pour violation des règles de conduite de la plateforme.

## Engagement politique
En 2014, il est naturalisé français. Il annonce sa candidature aux élections européennes de 2019 en France sur la liste « Ensemble pour le frexit » de l'Union populaire républicaine (UPR), qu’il a rejoint en janvier 2019. Il n'est finalement pas sur la liste.

## Vie privée
Le juge Zupančič est né le 13 mai 1947 à Ljubljana, en Slovénie. Il est marié et a  trois enfants. 

### Publications en langue slovène (1986-2009)
- (en + sl) Criminal procedure, 1986, 1987, 1989, 1991 et 1994
- (en + sl) co-auteur et éditeur, Analysis of a court martial criminal process, 11988, 262 p.
- (en + sl) Freedom of association, 1990, 321 p.
- (en + sl) Being and longing, a book of philosophical and psychoanalytical essays, 1988 et 1990
- (en + sl) Law and right, essays, 1991
- (en + sl) From madness to benison, essays, 1992
- (en + sl) Elements of legal culture, legal and sociological articles, 1995
- (en + sl) Constitutional criminal procedure casebook, 1996, 915 p.
- (en + sl) Constitutional criminal procedure casebook 2nd edition, 1999, 1100 p.